# 多佛 (印第安納州)
多佛（英語：Dover）是位於美國印地安納州迪爾伯恩縣的一個非建制地區。該地的面積和人口皆未知。

## 地理
多佛的座標為39°14′29″N 84°56′52″W / 39.24139°N 84.94778°W，而該地的平均海拔高度為286米（即938英尺）。